# 傳染性海綿狀腦病
傳染性海綿狀腦病（英語：transmissible spongiform encephalopathies, TSEs），又譯為傳播性海綿樣腦症。而其它常見名稱為普利昂疾病或朊毒体疾病（Prion diseases）。是一種會影響人類及哺乳動物腦部及中樞神經系統的慢性神經退化性疾病。特徵是具有傳染性，造成人類或動物腦部組織出現海綿狀似的空洞化現象。

## 致病因子
它的致病因子是朊毒体（Prion，又稱普利昂），朊毒体是由普利昂蛋白（Prion protein, PrP）組成，原本就存在人體中。正常動物及人類許多神經細胞膜皆有正常結構的朊蛋白表現，稱為PrPC（cellular form prion protein）。因為結構轉換，形成一種具傳染性的異常結構朊蛋白，稱為PrPSc（scrapie form prion protein），並不斷地將原本神經細胞的PrPC轉變PrPSc結構。大量自我複製的PrPSc會因為蛋白質聚集現象而堆積在神經細胞外，形成類澱粉蛋白斑塊。這些聚集的蛋白質有神經毒性並導致腦部空洞化。

## 症状
症状包括漸進性的神经症状，包括抽搐，痴呆，共济失调（平衡和协调功能障碍），行为或人格改变，最終死亡。

## 傳染途徑
傳染性海綿狀腦病（朊毒体疾病）因為其傳染性，在神經退化性疾病中是獨特的例子。它也具有跨物種傳染的能力。
讓動物進食或在飼料中加入受到傳染性海綿狀腦病感染动物的肉或内脏，會使這些動物也受到感染。如果死去的动物体内含有朊毒体，因为无法通过常见的消毒手段清除，会通过饲料传染给健康的牛。如狂牛病（疯牛病）的病因源于用牛骨粉製作飼料。
人类朊毒体病的传染途径包括：还有大约有15%的患者为家族遗传，医源性传染（人们可能会因为注射來源受汙染，或通过脑部外科手术的仪器传染而感染醫源性克雅二氏病（iCJD），因朊毒体可以幸存于通常为外科器械消毒的高压灭菌器），食人行为也可以引起朊毒体在世代间积累（例如在大洋洲巴布亞紐幾內亞所發現的库鲁病）。
人類进食受狂牛病感染的牛肉會感染變異種克雅二氏病 (vCJD)。

## 治疗
目前所有朊粒病均无法治疗，主要为安寧醫療。有关金刚烷胺、阿糖腺苷等可以稳定或改善病情的个别报道尚待进一步证实。另有研究表明阿昔洛韦、干扰素和两性霉素B对朊粒病无效。目前研究表明，刚果红、阿霉素、二甲亚砜、甘油、多烯类抗生素和青霉胺铜络合物都在细胞培养或动物模型中显示可以延缓PrPSc沉积和疾病进展，但尚未进入临床试验。氯丙嗪和奎纳克林仅在细胞培养中发现可抑制PrPSc形成，动物模型和临床试验均未显示有效。最新研究发现给予朊粒病小鼠服用P2X7R拮抗剂亮蓝G（BBG）可以减少朊粒在脑内的沉积，但并不能减缓疾病的进展，该研究提示P2X7R在神经细胞退化中的复杂作用。其他潜在的靶位包括：PrPC向PrPSc的转化过程、PrPSc结合至PrPC的过程、蛋白X结合位点及运输PrPSc至神经系统的步骤等。目前伦敦医学研究中心正在对单克隆抗体PRN100进行测试，该药物有望能治疗朊粒病。 

## 類型
- 羊搔癢症 (Scrapie disease)
- 牛腦海綿狀病變 (Bovine spongiform encephalopathy, BSE。或稱狂牛病)
- 鹿慢性消耗病 (Chronic wasting disease, CWD)
- 傳染性貂腦病 (Transmissible mink encephalopathy, TME)
- 貓科海綿狀腦病 (Feline spongiform encephalopathy, FSE)
- 人類克雅二氏病 (Creutzfeldt–Jakob diseases, CJDs)
- 致死性家族失眠症 (Fatal familial insomnia, FFI)
- 傳播性致死失眠症 (Sporadic fatal insomnia, sFI)
- 格斯特曼症候群 (Gerstmann–Sträussler–Scheinker syndrome, GSS)
- 库鲁病 (Kuru disease)

## 外部連結
- 中的“傳染性海綿狀腦病”